# Rzutnik przeźroczy

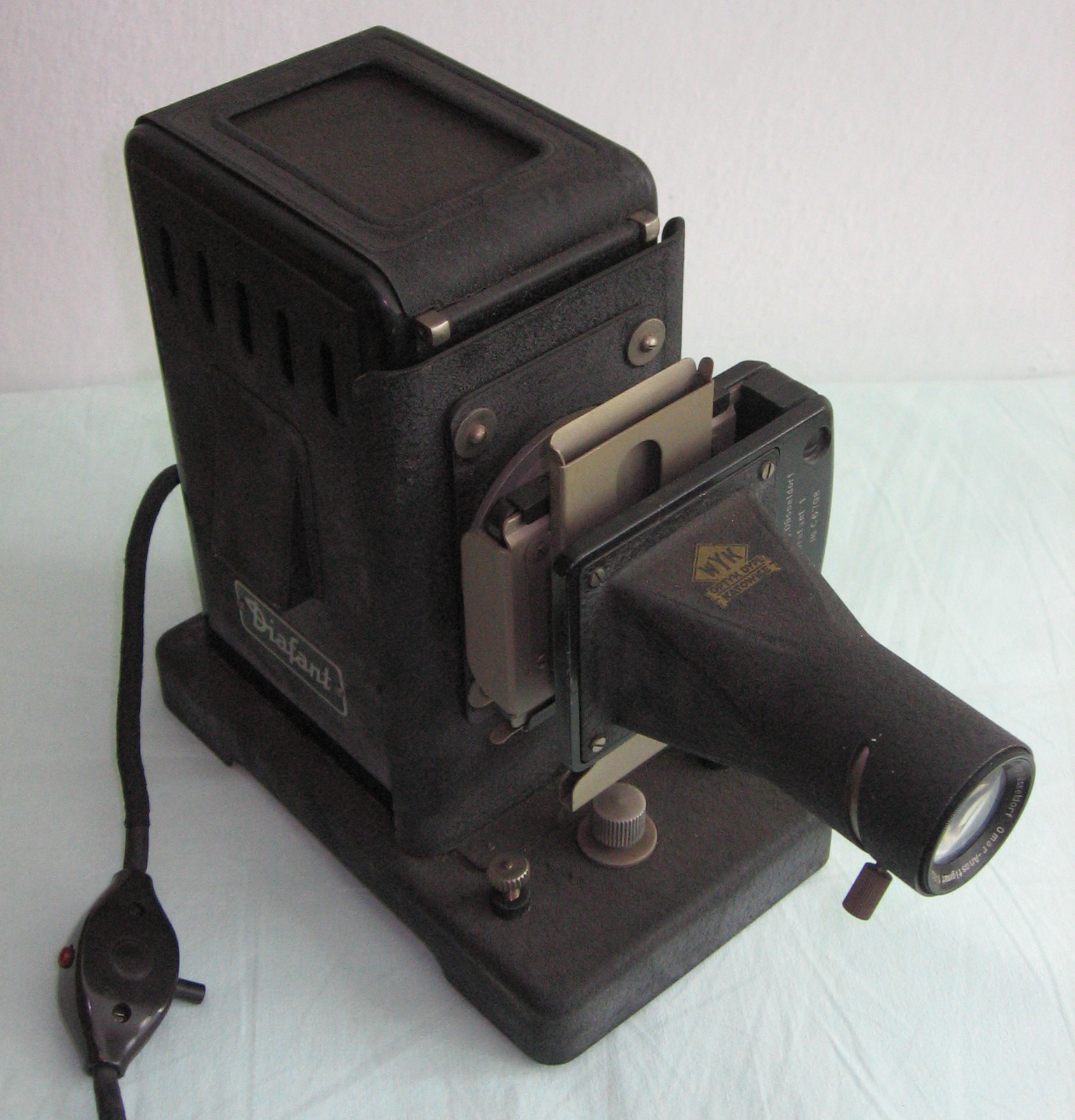
Rzutnik „Diafant” z lat 30.

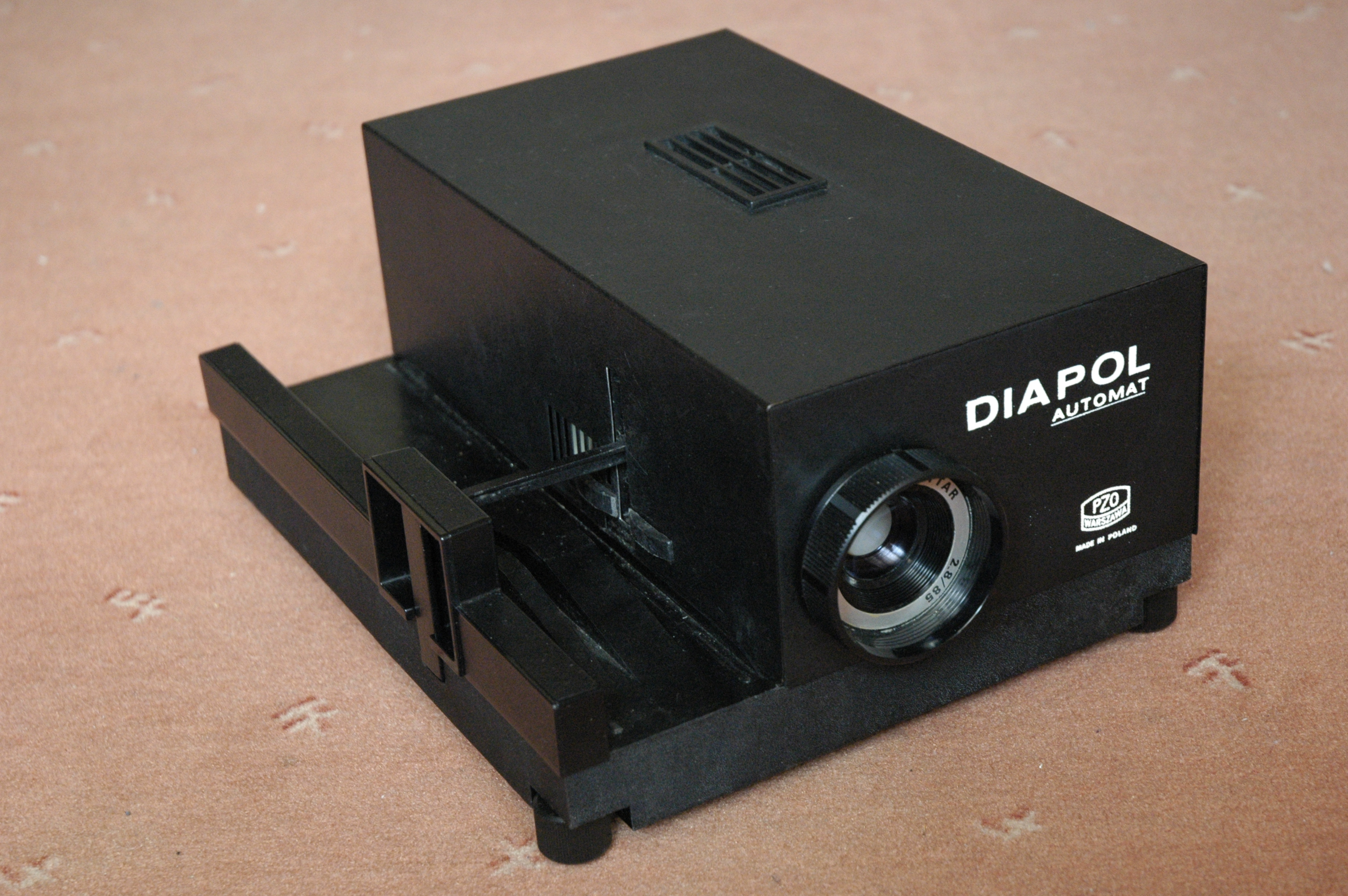
Rzutnik projekcyjny firmy PZO-Warszawa „Diapol Automat”

Rzutnik przeźroczy, diaskop lub krótko rzutnik – urządzenie projekcyjne służące do wyświetlania przeźroczy (diapozytywów) na ścianie lub odpowiednim ekranie projekcyjnym. Rzutnik umożliwia prezentację w powiększeniu przezroczy oświetlonych światłem przechodzącym. Wykorzystując rzutnik, tworzono całe diaporamy.
Ma on zastosowanie jako sprzęt dydaktyczny, lecz ze względu na coraz powszechniejsze użycie aparatów cyfrowych jest najczęściej wypierany przez projektory komputerowe, umożliwiające rzucanie na ścianę obrazów nieruchomych lub ruchomych bezpośrednio z aparatów cyfrowych, komputerów lub innych urządzeń (np. tabletów) w zastępstwie wyświetlania generowanego przez nie obrazu na monitorze komputerowym.

## Inne typy projektorów obrazów statycznych
W zależności od drogi światła i sposobu tworzenia obrazu rozróżnia się kilka typów projektorów:
- Projektory wykorzystujące światło przechodzące (światło przenika przez materiały zawierające obraz) – diaskop.
- Projektory wykorzystujące światło odbite (światło odbija się od materiałów zawierających obraz) – episkop.
- Projektory wykorzystujące światło odbite od wirujących luster.